# Daniel Juárez
Daniel Omar Juárez (14 maart 1988) is een Argentijns wielrenner die anno 2019 rijdt voor Sindicato de Empleados Publicos de San Juan.

## Carrière
In 2015 werd Juárez nationaal wegkampioen door in San Juan de sprint van een groep van acht renners te winnen. Een jaar later won hij de tweede etappe in de Ronde van Rio Grande do Sul. In het puntenklassement bleef hij zowel Byron Guamá als Víctor Mémoli drie punten voor.
Na de vijfde etappe van de Ronde van San Juan in 2018 nam Juárez de bergtrui over van Pablo Alarcón. In de overige twee etappes verdedigde hij zijn leidende positie met succes, waardoor hij Franco López opvolgde als winnaar van het bergklassement.

## Overwinningen
2011
3e etappe Ronde van San Juan
2015
 Argentijns kampioen op de weg, Elite
2016
2e etappe Ronde van Rio Grande do Sul
Puntenklassement Ronde van Rio Grande do Sul
2018
Bergklassement Ronde van San Juan

## Ploegen
- 2014 –  Ironage-Colner (vanaf 10-2)
- 2016 –  Vivo Team Grupo Oresy (tot 8-11)
- 2017 –  Asociación Civil Mardan
- 2018 –  Asociación Civil Mardan
- 2019 –  Sindicato de Empleados Publicos de San Juan

Affonso · Clavero · Gaspar · Juárez · Ponciano · Rodrigues · J. Silva · B. Silva · Simón · Tavares · Tozzi · Trillini
Arroyo · Baron · Cobarrubia · Fernández · Juárez · Montes · Ramos · Rodríguez · Saldaño · Saquilan
Arroyo · Astiasarán · Contreras · Fernández · Juárez · Montes · Pi · Rodríguez